# Christine Owman
Christine Elisabeth Owman, född 29 september 1981, är en svensk musiker och kompositör.

## Biografi
Christine Owman är multiinstrumentalist med cello som huvudinstrument.
Christine Owman släppte sin första EP Morning Thoughts 2002, samma år grundade hon skivbolaget Revolving Records. Skivbolaget Bad Taste Records var Owmans mentor under den första tiden.[källa behövs] År 2006 medverkade hon i dokumentärfilmen Hitmusik:Konsten att sätta rytm till revolt och 2011 var hon med och gjorde musiken till Statusstressen vid dörren men jag sover bara vidare. Utvecklandet av videokonst ledde till att Owman samarbetade med  Pia Örjansdotter under 2011 och gjorde videokonst till hennes föreställning Det vita i vitt i Malmö 2012. År 2013 släppte Andi Almqvist skivan Warsaw Holiday där Owman är med som musiker och producent på två av låtarna. På egna skivan Little Beast som släpptes genom Glitterhouse Records i januari 2013 gästades Owman av Mark Lanegan.[källa behövs] År 2016 medverkade hon som musiker i Bamse och häxans dotter.
Som kompositör och musiker har hon även arbetat inom teatern där hon skrivit och framfört musik i de svenska föreställningarna Exit Presence med skådespelerskan Pia Örjansdotter samt Röda Rum, Prost och Cleveland av Teater Mutation. I USA har Owman samarbetat med den kanadensiska skådespelerskan och manusförfattaren Melanie Jones i projektet Endure som Owman komponerat och spelat musiken till. 
Owman har bland annat spelat in och/eller turnerat med Robert Plant, Wovenhand, Mark Lanegan, Soko, Vånna Inget, Golden Kanine och Andi Almqvist. Hon har turnerat över hela världen med sitt livekoncept där hon spelar cello, såg och gitarr ackompanjerad av videoprojektioner från början på förra seklet. Med sig på scen har hon Magnus Sveningsson från The Cardigans och Andréas Almqvist från Vånna Inget. 
Owman har skrivit musik med barn och ungdomar i många olika projekt, till exempel Popkollo, där hon även varit styrelseledamot samt i Skapande Skolan och Gunga Malmö.
Christine Owman spelar även i banden DunDun med medlemmar från The Cardigans, If They Ask, Tell Them We're Dead.

## Diskografi
- 2002 – Morning Thoughts EP
- 2003 – Open Doors
- 2010 – Throwing Knives
- 2013 – Little Beast

## Priser och utmärkelser
- 2011 - Konstnärsnämndens komponiststipendium

2011 - Kulturrådets fonogramstöd
- 2012 - Konstnärsnämndens komponiststipendium

2015 - Stimstipendiet

## Musikvideor
- Familiar Act feat Mark Lanegan

## Teater
- 2010-2011 - Exit Presence (Musiker och kompositör)
- 2011-2012 - Endure (Musiker och Kompositör)
- 2012 - Röda Rum (Musiker och Kompositör)
- 2012 - Prost (Musiker och kompositör)
- 2012 - Det vita i vitt (Videokonst)
- 2013 - Cleveland (Musiker och kompositör)
- 2012-2014 - Bättre än så här blir det inte (Musiker)